# Apa község
Apa község (románul: Comuna Apa) község Szatmár megyében, Romániában. Központja Apa, beosztott falvai Apai Lanka, Szamostelek.

## Népessége
A 2011-es népszámlálás adatai alapján a község népessége 2681 fő volt.